# Златното око
 Тази статия е за американския филм от 1995.  За фестивала в Попово вижте Златното око (фестивал).  
„Златното око“, излязъл през 1995 г., е 17-ият филм от шпионската поредица за британския агент 007 Джеймс Бонд.
Той е първият филм, в който ролята на известния герой е поверена на Пиърс Броснан. За разлика от предишните това е първият 007 филм, който не е по роман на създателя на героя Иън Флеминг. Историята е написана от Майкъл Франс (Michael France).

## Сюжет
Внимание:  Текстът по-долу разкрива сюжета на произведението (или части от него)!
По време на „студената война“ Джеймс Бонд заедно с агент 006 на МИ-6 Алек Тревелиан подготвят саботаж на съветска фабрика за производство на химическо оръжие. Британските агенти са нападнати от полковник Аркадий Урумов. В резултат на това Тревелиан е убит от Урумов, но Бонд успява да си изпълни задачата и да избяга.
След разпадането на Съветския съюз една от руските радарни станции „Северная“ в Сибир е разрушена от едно уникално оръжие – системата „Златното око“, която с помощта на мощен електромагнитен импулс от спътници в космоса унищожава всички електронни системи в радиус от десетки километри във всяка точка на света. От името на „M“ Бонд започва да разследва този авариен инцидент.
Скоро става ясно, че ръководителят е дългогодишния враг на Бонд – Аркадий Урумов, който се станал генерал и командир на руските космически сили. Генерал Урумов и загадъчният лидер на „Янус“, лидер на бандата от Санкт Петербург, планират да ударят Лондон чрез спътниковата система „Златното око“, за да предизвикат финансов катаклизъм. Но Джеймс Бонд и руската програмистка Наталия Симонова се опитват да спрат злодеите…

## В ролите
| Актьор           | Роля                                                                                             |
| ---------------- | ------------------------------------------------------------------------------------------------ |
| Пиърс Броснан    | Джеймс Бонд                                                                                      |
| Шон Бийн         | Алек Тревелиан, агент 006 на МИ-6                                                                |
| Изабела Скорупко | Наталия Симонова, руска програмистка от станция „Северная“                                       |
| Готфрид Йон      | генерал Аркадий Урумов, ръководител на космическите сили на Русия                                |
| Фамке Янсен      | Ксения Онотоп, бодигард и личен пилот на генерал Урумов                                          |
| Джо Дон Бейкер   | Джак Вайд, агент на ЦРУ, работещ в Санкт Петербург                                               |
| Джуди Денч       | „М“, шефът на МИ-6                                                                               |
| Саманта Бонд     | мис Мънипени, секретарка на „М“                                                                  |
| Десмонд Левелин  | „Q“, началник на техническия отдел на МИ-6, създател на много невероятни устройства за агент 007 |
| Роби Колтрейн    | Валентин Жуковски, бивш служител на КГБ, криминален бизнесмен, която помага на Бонд              |
| Алън Къминг      | Борис Гришенко, руски програмист от станция „Северная“                                           |
| Чеки Карио       | Дмитрий Мишкин, министър на отбраната на Русия                                                   |
| Мини Драйвър     | Ирина, певица в клуба, любовница на Валентин Жуковски                                            |

## Музика на филма
„Заглавната“ песен за филма е написана от Боно и „Едж“. Песента е изпълнена от Тина Търнър. В същото време е предложено да напише песен и на шведската група „Ace Of Base“, но по-късно лидерите на групата излизат от този проект. Те предполагат, че филмът ще бъде провал, което може да се отрази неблагоприятно на имиджа на групата.
Саундтракът към филма е написан от френския композитор Ерик Сера. Почти всички песни във филма са нови, но песента „The Experience of Love“, звучаща към надписите на филма, е написана от Сера година по-рано. Композиторът я е написал за филма на Люк Бесон „Леон“. Въпреки очевидния успех на заглавната песен, музикалните критици реагират към включването ѝ в „Златното око“ разнопосочно.
Барбара Броколи, продуцент на филма, първоначално предлага за композитор на музиката Джон Бари, но той отказва.

## Интересни факти
- Заглавието на филма всъщност е името на вилата на Флеминг в Ямайка. Писателят живее и работи там в периода 1952 – 1964 г. [2]
- Освен „новият“ Джеймс Бонд, в ролята на „М“ вече не е Робърт Браун, а Джуди Денч. „Шеф“ на МИ-6 става за първи път жена.
- В ролята на „тайна база на „Янус“ в „Куба“ е заснета обсерваторията Аресибо, разположена в Пуерто Рико.
- Към края на филма на екрана на компютъра може да се види надписа Pevsner „Commerzbank GmBH“ (Търговска банка Певснър). Том Певснър е изпълнителен продуцент на филма.
- Това е последният филм на Албърт Броколи, постоянен продуцент на „бондиана“. Седем месеца след излизането на „Златното око“ на екраните Броколи умира. Задължението на „основен продуцент“ преминава в дъщерята му Барбара и Майкъл Уилсън, доведен син на Албърт Броколи.
- През април 1994 г., Тимъти Долтън окончателно напуска „бондиана“ и отново се повдигна въпросът за кандидатурата на „Джеймс Бонд“. Създателите на филма преговарят с Пиърс Броснан, Мел Гибсън и Лиъм Нийсън, и в крайна сметка е одобрена кандидатурата на Броснан. Той участва в „бондиана“ 8 години след първата му кандидатура. Тъй като бюджетът на филма е ограничен (около 60 милиона долара), решаваща роля изиграва факта, че хонорарът на Броснан е много минимален – само 1,2 милиона. (За справка, за последния му филм от „бондиана“ актьорът получава 16,5 милиона).
- Първоначално режисьор на филма е решено да бъде Джон Ву, но той отказва предложението на продуцентите на „бондиана“. За режисьор е одобрен Мартин Кемпбъл. След 11 години той ще снима друг филм за приключенията на Бонд – „Казино Роял“.
- Във филма за първи път е показан реален офис на МИ-6 в Лондон.
- Това е първият филм от „бондиана“, в който се използва компютърна графика.
- Скокът на Бонд от върха на язовирната стена, за който се предполага, че се намира в Архангелска област в непосредствена близост до „химическа фабрика“, всъщност е бил заснет в Швейцария, на язовир край Локарно.
- Преследването на Бонд върху танка Т-55 на „по улиците на Санкт Петербург“, придружен от разрушаването на „историческите“ сгради и паметници, е осъществено в хиподрума „Epsom Downs“ в Лондон. Филмовите декори успяват да възпроизведат доста точно историческия център на града. Но някои сцени (например преминаването по дигата на Нева) наистина са заснети в Санкт Петербург. За да не се навреди на настилката, на веригите на танка са поставени специални гумени уплътнения.
- В ролята на устойчивия на електромагнитни импулси хеликоптер „Тигър“ се „снима“ най-новият реален хеликоптер „Eurocopter Tiger“, предоставен от правителството на Франция.
- В този филм има „нова мис Мънипени“. Актрисата Керолайн Блис „предава длъжността“ на Саманта Бонд.
- „Кола на Бонд“ е първата автомобилна марка BMW – BMW Z3, а „часовникът на Бонд“ е часовник „Омега“.